# Eutropi (historiador)
Eutropi (en llatí Eutropius) va ser un historiador romà conegut també de vegades com a Flavi Eutropi. Es va fer famós ja en la seva època per la seva obra Breviarium ab Urbe condita.

## Dades biogràfiques
A l'enciclopèdia Suides se l'esmenta com un coneixedor italià (Ἰταλὸς σοφιστής, trans. italos sofistés), però això podria ser interpretat simplement com a parlant de llatí. Va ser secretari imperial (Epistolaris Ἐπιστολογράφος) de Constantí el Gran. Va acompanyar l'emperador Julià l'Apòstata en la seva expedició a Pèrsia. Encara vivia en temps de Valentinià II i Valent. Un Eutropi va ser procònsol a Àsia el 371, però es desconeix si era ell mateix. També apareix un Eutropi com a prefecte del pretori el 380, i tampoc se sap si era ell.

## Obres
Es conserva un resum d'Història de Roma en deu llibres, titulat Breviarium ab Urbe condita, que va des de la fundació de la ciutat al regnat de Valent (que li va encarregar la feina). La resta de les seves obres (que s'esmenten al Suides com "altres obres" sense especificar) s'han perdut. Priscià menciona un Eutropi que va escriure un llibre sobre el so de la lletra "x" però no està establert que parli de l'historiador.
Breviarium ab Urbe condita
L'atenció de l'autor se centra més en els esdeveniments de la política exterior, les campanyes i les guerres de conquesta, que en la política interna. Els últims quatre llibres, dedicats a les victòries imperials, ofereixen, però, retrats interessants dels sobirans.
Les fonts documentals utilitzades per Eutropi són diverses: des dels més coneguts Titus Livi i Suetoni, fins a altres cronistes els textos dels quals no han sobreviscut als nostres dies.
L'estil, generalment imparcial, és simple i clar, de manera que l'obra quedava a l'abast de tots, i això va contribuir al seu gran èxit. De fet, el llibre va ser utilitzat no sols com a text d'iniciació al llatí a les escoles (com encara succeeix), sinó que va despertar tant d'interès que va ser ampliat diverses vegades (fins al regnat de Justinià I, augmentat per Pau Diaca, i posteriorment, fins al moment de Lleó V l'Armeni, es va realitzar una ampliació feta per Landulfo Sagaz sota el títol Historia Miscella) i se'n van realitzar traduccions al grec (per Capitó de Lícia, no conservada, mentre que es conserva gairebé completa la traducció de Peani).